# Lac Doda
Pour les articles homonymes, voir Doda.
Le lac Doda est un plan d'eau douce de la partie Sud du territoire de Eeyou Istchee Baie-James (municipalité), dans la région administrative du Nord-du-Québec, dans la province de Québec, au Canada. Le lac Doda s'étend dans les cantons de Gradis, de Machault, de Du Guesglin et de Royal.
La foresterie constitue la principale activité économique du secteur. Les activités récréotouristiques arrivent en second, grâce à un plan d’eau navigable d’une longueur de 64,8 km, incluant le lac Father (au Sud-Est) et le lac Françoise (au Nord-Ouest). Ce dernier lac est formé par un élargissement de la rivière Opawica et comporte un barrage aménagé à son embouchure.
Le bassin versant du lac Doda est accessible grâce à la route forestière R1051 venant du Nord, puis bifurquant vers l’Est pour desservir la presqu’île (s’étendant vers l’Est sur 15 km) séparant le lac Father et le lac Doda.
La surface du lac Doda est généralement gelée du début de novembre à la mi-mai, toutefois la circulation sécuritaire sur la glace se fait généralement de la mi-novembre à la mi-avril.

## Géographie
Ce lac comporte une longueur de 29,4 km sous forme de crochet inversé, un largeur maximale de 5,21 km et une altitude de 335 m.
Le lac Doda comporte de nombreuses baies, presqu’îles et îles. La rivière Opawica (affluent de la rivière Waswanipi) traverse vers l’Ouest la partie Nord du lac Doda.
Le lac Doda s’approvisionne du côté Sud par la rivière de l'Aigle (lac Doda) et la rivière Saint-Cyr.
L’embouchure de ce lac Doda est directement connecté par un court détroit au lac Françoise (rivière Opawica) : la rivière Opawica. Cette embouchure est localisée au fond d’une baie au Nord-Ouest à :
- 76,4 km à l’est du lac Waswanipi ;
- 109 km au sud-ouest du centre-ville de Chibougamau ;
- 104,6 km au nord-est du centre du village de Lebel-sur-Quévillon ;
- 112,3 km au nord-ouest du réservoir Gouin[1].

Les principaux bassins versants voisins du lac Doda sont :
- côté nord : rivière Opawica, rivière Chibougamau ;
- côté est : rivière de l'Aigle (lac Doda), lac Surprise ;
- côté sud : rivière de l'Aigle (lac Doda), rivière Saint-Cyr, rivière Hébert ;
- côté ouest : lac Father (lac Doda), rivière Opawica.

## Toponymie
Le lac Father et le lac Doda (superficie de 76 km2) semblent deux jumeaux, ayant été considérés comme une seule entité par les explorateurs. Jadis, un important camp forestier a été aménagé sur ses rives, où un dépôt a déjà accueilli des équipes de bûcherons et de draveurs. Une pourvoirie y est en exploitation pour des activités récréotouristiques notamment de chasse et de pêche.
Une carte de 1898 identifie séparément les lacs Father's et Doda. Toutefois, l’explorateur Henry O'Sullivan considère sur sa carte de 1900 que ces deux lacs forment une seule entité qu’il indique « Doda Sagahaigan or Father's L ». Son appellation originelle Doda Sagaigan ou Doda Sagandigan d’origine autochtones de la nation algonquine signifait « lac du père » ou « lac des pères ». Cette appellation a été abrégée afin d’en faciliter l'usage et la prononciation. Il pourrait s'agir d'une allusion à la présence ancienne de missionnaires.
Le toponyme "lac Doda" a été officialisé le 5 décembre 1968 par la Commission de toponymie du Québec lors de sa création.